# Botryodesmis
Botryodesmis é um género monotípico de algas, pertencente à família Udoteaceae.

## Espécie
- Botryodesmis exocarpa